# Lee Konitz
Lee Konitz (Chicago, 13 de octubre de 1927 - Nueva York, 15 de abril de 2020)  fue un saxofonista alto y compositor estadounidense de jazz. 

## Biografía
Konitz nació en Chicago, Illinois de padres judíos de ascendencia austríaca y rusa. A los once años, Konitz recibió su primer instrumento que fue un clarinete. Sin embargo, más tarde dejó ese instrumento a favor del saxo tenor. Finalmente se pasó del tenor al alto. Sus influencias de entonces eran las grandes bandas, a las que él y su hermano escuchaban en la radio, en especial la de Benny Goodman. 
Konitz comenzó su carrera profesional en 1945 con la banda Teddy Powell como reemplazo de Charlie Ventura. Un mes después, la banda se separó. Entre 1945 y 1947, trabajó de vez en cuando con Jerry Wald. En 1946, conoció al pianista Lennie Tristano, y ambos trabajaron juntos en un pequeño bar de cócteles. El pianista y teórico Lennie Tristano es el responsable de añadir al jazz recursos como efectos politonales y contrapuntísticos propios de músicos clásicos como Stravinsky. 
Después trabajó con Claude Thornhill, en 1947, con Gil Evans arreglando y Gerry Mulligan como compositor. Participó en la banda de Miles Davis en septiembre de 1948 y en el año siguiente, pero grabó en 1949 y 1950 con Davis el álbum Birth of the Cool, que la discográfica tardo 7 años en editar. La presencia de Konitz y otros músicos blancos en el grupo enfureció a algunos intérpretes negros, muchos de los cuales estaban desempleados en ese momento, pero Davis rechazó sus críticas.
En 1947 o 1948, Lee Konitz empezó a sumarse a las reuniones del apartamento neoyorquino de Gil Evans que planteaban la manera de incorporar al jazz los avances de la música clásica contemporánea. Gil Evans vivía al lado de la calle 52 que, con sus clubes de jazz, representaba el bebop de Charlie Parker y Dizzy Gillespie. Como explica el historiador Ted Gioia en The Birth (and Death) of the Cool (Speck Press, 2009), los asistentes intentaban crear “una gama de herramientas que sirvieran para cambiar el sonido de la música contemporánea […] valiéndose de una rica paleta de armonías, muchas de las cuales provenían de los compositores impresionistas europeos. Exploraban nuevas texturas instrumentales, prefiriendo combinar las voces de los instrumentos de viento en lugar de oponerlos entre sí, como tradicionalmente hacían las big bands […]. Ralentizaban los tempi de la música […] y adoptaban un enfoque más lírico en las improvisaciones”.
Su debut como líder también llegó en 1949 con la grabación del álbum Subconscious-Lee. (Prestige, 1955). Rechazó la oportunidad de trabajar con Goodman en 1949, una decisión que lamentaba. Charlie Parker le prestó apoyo el día en que el hijo de Konitz nació en Seattle, Washington, mientras él estaba Nueva York. Los dos eran en realidad buenos amigos, y no los rivales que algunos críticos de jazz dijeron ser. 
A principios de los años 50, Konitz grabó y giró con la orquesta de Stan Kenton, pero siguió grabando bajo su propio nombre. En 1961 grabó Motion con Elvin Jones en la batería y Sonny Dallas en el bajo. Esta sesión espontánea, considerada como un clásico, consistía enteramente en estándares. El formato de trío presentaba adecuadamente el fraseo poco ortodoxo y el cromatismo de Konitz. En 1967, Konitz grabó The Lee Konitz Duets, una serie de duetos con varios músicos. Las configuraciones del dúo eran a menudo inusuales para el período (saxofón y trombón, dos saxophones). Las grabaciones se basaron en casi toda la historia del jazz, desde "Struttin 'With Some Barbecue" de Louis Armstrong con el trombonista Marshall Brown a dos dúos completamente libres: uno con el violinista Ray Nance y otro con el guitarrista Jim Hall .
Konitz contribuyó a la banda sonora de la película Desperate Characters (1971). En 1981, actuó en el Woodstock Jazz Festival, que se celebró en celebración del décimo aniversario del Creative Music Studio.
Konitz ha grabado o actuado con Dave Brubeck, Ornette Coleman, Charles Mingus, Gerry Mulligan, Elvin Jones, y varios otros. Sus últimas grabaciones son en trío con Brad Mehldau y Charlie Haden, lanzadas en Blue Note, así como un álbum en vivo grabado en 2009 en el Birdland y lanzado por ECM en 2011 con la misma agrupación con la adición del batería Paul Motian. Konitz se ha vuelto más experimental a medida que ha evolucionado, y ha lanzado una serie de álbumes de jazz libres y vanguardistas, tocando junto a muchos músicos mucho más jóvenes. Su álbum con Grace Kelly fue calificado de 4 1/2 estrellas por Michael Jackson en la revista Down Beat.
También tuvo problemas de corazón y recibió cirugía en el pasado. Estaba programado que apareciese en el Recital Center de Melbourne como atracción clave del 2011 Melbourne International Jazz Festival, pero cayó enfermo causando la cancelación de la actuación.
En agosto de 2012 Konitz tocó en el Blue Note en Greenwich Village como parte de Enfants Terribles, una colaboración con Bill Frisell, Gary Peacock y Joey Baron. Apenas días después de su 87 cumpleaños, en 2014, Konitz tocó tres noches en el Café Stritch en San José, California, con el trío de Jeff Denson, improvisando sus viejos estándares preferidos, de ellos decía: "Son grandes piezas musicales. Stella by starlight, Body and Soul o cualquiera de esas canciones que me gusta tocar son fantásticas, son muy flexibles, se adaptan muy bien a cambios de colores e ingredientes. Si estoy descansado y el sonido de la sala es bueno, el público es amable y toco con los músicos adecuados, son diferentes en cada ocasión."
Falleció a los noventa y dos años el 15 de abril de 2020 en el Hospital Lenox Hill de Nueva York a causa de una neumonía relacionada con la enfermedad COVID-19.

## Características
Está considerado como una de las fuerzas impulsoras del Cool Jazz, aunque se ha aproximado también al bebop y a la vanguardia jazzística. Fue uno de los pocos saxofonistas que resistió la influencia de Charlie Parker en los años cincuenta.
Konitz, al igual que otros discípulos del pianista y teórico Lennie Tristano, se ha caracterizado por la composición espontánea de líneas largas y melódicas con el interés rítmico derivado de los acentos impares o de agrupaciones de notas impares que sugieren la imposición de un compás sobre otro. 
Paul Desmond y, especialmente, Art Pepper fueron muy influidos por Konitz.
La relación de Konitz con el Cool Jazz de los años 40 y 50 se materializó, por ejemplo, en su participación en el fundacional Birth of the Cool de Miles Davis, y en su obra con Lennie Tristano, del mismo periodo. 
A lo largo de su extensa carrera, Konitz ha tocado con músicos de una gran variedad de estilos de jazz.

## Discografía

### Como líder
- 1949: Lee Konitz (Prestige)
- 1949: Subconscious-Lee (Prestige/OJC)
- 1951: Sax of a Kind (Dragon)
- 1953: Lee Konitz/Bob Brookmeyer in Paris (Vogue)
- 1953: Konitz Meets Mulligan (Pacific Jazz)
- 1954: Konitz (Black Lion)
- 1954:  Jazz at Storyville (Black Lion)
- 1954: In Harvard Square (Black Lion)
- 1954: Lee Konitz/Warne Marsh (Atlantic)
- 1956:  Lee Konitz Featuring Hans Koller, Lars Gullin, Roland Kovac (Swingtime)
- 1956:  Inside Hi-Fi (Atlantic)
- 1957:  Tranquility (Verve)
- 1957:  The Real Lee Konitz (Atlantic)
- 1958:  Very Cool (Verve)
- 1958:  An Image: Lee Konitz with Strings (Verve)
- 1959:  Lee Konitz Meets Jimmy Giuffre (Verve)
- 1959: You and Lee (Verve)
- 1959:  Live at the Half Note (Verve)
- 1961:  Motion (Verve)
- 1965:  Trio and Quartet (Magnetic)
- 1966: Modern Jazz Compositions from Haiti (Impulse!)
- 1967: The Lee Konitz Duets (Milestone/OJC)
- 1968: Impressive Rome (CAM)
- 1968: European Episode (CAM)
- 1969: Peacemeal (Milestone)
- 1970 - Lee Konitz: Lee Konitz Sax Duets (Music Minus One)
- 1971 - Lee Konitz: Spirits (Milestone/OJC)
- 1973 - Various artists: Altissimo (WestWind)
- 1974 - Lee Konitz: Jazz Juan (SteepleChase)
- 1974 - Lee Konitz: Satori (Milestone/OJC)
- 1974 - Lee Konitz: Lone-Lee (SteepleChase)
- 1974 - Lee Konitz: I Concentrate on You (A Tribute to Cole Porter) (SteepleChase)
- 1975 - Warne Marsh Quintet: Jazz Exchange (Storyville)
- 1975 - Lee Konitz/Hal Galper: Windows (SteepleChase)
- 1975 - Lee Konitz Trio: Oleo (Sonet)
- 1975 - Lee Konitz: Chicago 'n' All That Jazz (Denon/LaserLight)
- 1976 - Warne Marsh/Lee Konitz: Lee Konitz Meets Warne Marsh Again (PAUSA)
- 1976 - Lee Konitz Quintet: Figure and Spirit (Progressive)
- 1977 - Lee Konitz: The Lee Konitz Quintet (Chiaroscuro)
- 1977 - Lee Konitz: The Lee Konitz Nonet (Chiaroscuro)
- 1977 - Lee Konitz: Tenorlee (Candid)
- 1977 - Lee Konitz: Pyramid (Improvising Artists)
- 1979 - Lee Konitz/Karl Berger: Seasons Change (Circle)
- 1979 - Lee Konitz Nonet: Live at Laren (Soul Note)
- 1979 - Lee Konitz: Yes, Yes Nonet (Steeple Chase)
- 1980 - Lee Konitz/Martial Solal: Live at the Berlin Jazz Days (MPS)
- 1980 - Lee Konitz/Gil Evans: Heroes (Verve)
- 1982 - Lee Konitz: Toot Sweet (Owl)
- 1983 - Lee Konitz: Glad, Koonix! (Dragon)
- 1983 - Lee Konitz/Martial Solal: Star Eyes, Hamburg 1983 (HatOLOGY)
- 1983 - Lee Konitz: Dovetail (Sunnyside)
- 1983 - Lee Konitz: Dedicated To Lee: Lee Konitz Plays The Music of Lars Gullin (Dragon)
- 1983 - Lee Konitz: Art of the Duo (Enja)
- 1984 - Lee Konitz: Wild as Springtime (GFM)
- 1986 - Lee Konitz Quartet: Ideal Scene (Soul Note)
- 1986 - Lee Konitz: Medium Rare (Label Bleu)
- 1987 - Lee Konitz Quartet: The New York Album (Soul Note)
- 1988 - Lee Konitz/The Space Jazz Trio: Blew (Philology)
- 1988 - Lee Konitz: Solitudes (Philology)
- 1989 - Lee Konitz: In Rio (MA)
- 1989 - Lee Konitz: Konitz in Denmark (Rightone)
- 1989 - Lee Konitz: Round and Round (Music Masters)
- 1990 - Lee Konitz/Frank Wunsch Quartet: S'Nice (Nabel)
- 1990 - Lee Konitz: Zounds (Soul Note)
- 1990 - Lee Konitz: Once Upon a Line (Musidisc)
- 1991 - Lee Konitz/Lars Sjosten Quartet: Friends (Dragon)
- 1991 - Lee Konitz: Lullaby of Birdland (Candid)
- 1992 - Lee Konitz/The Jazzpar All Star Nonet: Leewise (Storyville)
- 1992 - Lee Konitz Quartet/Kenny Barron: Jazz Nocturne (Evidence)
- 1992 - Lee Konitz: Lunasea (Soul Note)
- 1992 - Lee Konitz: From Newport to Nice (Philology)
- 1992 - Lee Konitz: Frank-Lee Speaking (West Wind)
- 1993 - Lee Konitz: Rhapsody (Evidence)
- 1993 - Lee Konitz/Renato Sellani: Speakin' Lowly, Volume 1 (Philology)
- 1993 - Lee Konitz: So Many Stars (Philology)
- 1993 - Lee Konitz: Rhapsody II (Evidence)
- 1993 - Lee Konitz: Italian Ballads, Volume1 (Philology)
- 1993 - Lee Konitz: Brazilian Rhapsody (BMG/Music Masters)
- 1994 - Lee Konitz/Orchestra Il Suono Improvviso: A Venezia (Philology)
- 1994 - Lee Konitz/Alain Guyonnet: Swiss Kiss (TCB)
- 1995 - Lee Konitz Quintet: Haiku (Nabel)
- 1995 - Lee Konitz/Umberto Petrin: Breaths and Whispers (Homage to Alexandr Skrjabin) (Philology)
- 1995 - Lee Konitz/John Pl Indreberg: Step Towards a Dream (Odin)
- 1995 - Lee Konitz/Don Friedman/Attila Zoller: Thingin' (HatOLOGY)
- 1995 - Lee Konitz: Move (Moon)
- 1995 - Lee Konitz: Free with Lee (Philology)
- 1996 - Lee Konitz Trio: Alone Together (Blue Note)
- 1996 - Lee Konitz/Jeanfranois Prins Trio: Live at the Manhattan Jazz Club (GAM)
- 1996 - Lee Konitz: Guaraná (AxolOtl Jazz)
- 1996 - Lee Konitz: Unaccompanied Live in Yokohama (PSF)
- 1996 - Lee Konitz: Strings for Holiday: A Tribute To Billie Holiday (Enja)
- 1996 - Lee Konitz: Lee Konitz Meets Don Friedman (Camerata)
- 1996 - Lee Konitz: It's You (SteepleChase)
- 1997 - Lee Konitz/Franco D'Andrea: Twelve Gershwin in Twelve Keys (Philology)
- 1997 - Lee Konitz/Paul Bley: Out of Nowhere (SteepleChase)
- 1997 - Lee Konitz/Frank Wunsch: The Frankfurt Concert (West Wind)
- 1997 - Lee Konitz: Dearly Beloved (SteepleChase)
- 1997 - Lee Konitz: Body and Soul (Camerata)
- 1998 - Lee Konitz: Saxophone Dreams (Koch)
- 1998 - Lee Konitz/Johannes Schaedlich: Subconscious-Lee (Summit)
- 1998 - Lee Konitz/Franco D'Andrea: Inside Cole Porter (Philology)
- 1998 - Lee Konitz/Enrico Rava: L'Age Mur (Philology)
- 1998 - Lee Konitz: Tender Lee (for Chet) (Philology)
- 1998 - Lee Konitz: Self Portrait (Philology)
- 1998 - Lee Konitz: Dialogues (Challenge)
- 1999 - Lee Konitz/Ted Brown: Dig-It (SteepleChase)
- 1999 - Lee Konitz/Steve Swallow/Paul Motian: Three Guys (Enja)
- 1999 - Lee Konitz Trio: Another Shade of Blue (Blue Note)
- 2000 - Lee Konitz/The Axis Quartet: Play French Impressionist Music from the Turn of the Twentieth Century (Palmetto)
- 2000 - Lee Konitz/rich Perry: RichLee! (SteepleChase)
- 2000 - Lee Konitz Quartet: Sound of Surprise (RCA Victor)
- 2000 - Lee Konitz: Pride (SteepleChase)
- 2001 - Lee Konitz/Franco D'Andrea: Inside Rodgers (Philology)
- 2001 - Lee Konitz/Renato Sellani: Minority, Volume 2: All The Way (The Soft Ways) (Philology)
- 2001 - Lee Konitz Trio: Some New Stuff (DIW)
- 2001 - Lee Konitz Quintet: Parallels (Chesky)
- 2002 - Lee Konitz/Matt Wilson: Gong with Wind Suite (Steeplechase)
- 2002 - Lee Konitz/Irio De Paula: Duas Contas (Philology)
- 2002 - Lee Konitz/Barbara Casini: Outra Vez (Philology)
- 2002 - Lee Konitz: At the New Mississippi Jazz Club (Philology)
- 2003 - Lee Konitz: Live-Lee (Milestone)
- 2003 - Lee Konitz/Stephano Bollani: Suite for Paolo (Philology)
- 2003 - Lee Konitz/Kenny Werner: Unleemited (Owl)
- 2003 - Lee Konitz: A Day in Florence (Philology)
- 2004 - Lee Konitz: BargaLee (Philology)
- 2004 - Lee Konitz: Sound-Lee (Membran International)
- 2004 - Lee Konitz: One Day With Lee (Capri)
- 2006 - Lee Konitz-Ohad Talmor String Project: Inventions (OmniTone)
- 2006 - Lee Konitz: New Nonet (directed by Ohad Talmor) (OmniTone)
- 2007 - Lee Konitz/Riccardo Arrighini: The Soprano Sax Album: Standards (Philology)
- 2007 - Lee Konitz/Brian Dickenson: The Glen Gould Session (Philology)
- 2007 - Lee Konitz-Ohad Talmor Big Band: Portology(featuring the Orquestra Jazz de Matosinhos) (OmniTone)

### Como acompañante
- 1943 - Stan Kenton: Retrospective (Capitol)
- 1947 - Claude Thornhill and His Orchestra: The Uncollected Claude Thornhill and His Orchestra (Hindsight)
- 1949 - Miles Davis: Birth of the Cool (Capitol)
- 1949 - Lennie Tristano/Warne Marsh: Intuition (Capitol)
- 1951 - Various artists: New Sounds (Prestige)
- 1952 - Stan Kenton: City of Glass: Stan Kenton Plays Bob Graettinger (Capitol)
- 1968 - Attila Zoller: Zo-Ko-Ma (MPS Records)
- 1968 - Various artists: Alto Summit (BASF)
- 1972 - Charles Mingus: Charles Mingus and Friends in Concert (Columbia)